# Campeonato de España de Ciclismo en Ruta 1995
El XCIV  Campeonato de España de Ciclismo en Ruta se disputó en Segovia el 25 de junio de 1995 sobre 220 kilómetros de recorrido. Participaron 115 corredores y sólo 23 terminaron el recorrido.
Se trataba de un circuito realmente selectivo donde solamente especialistas escaladores optaban a la victoria. El circuito fue diseñado por el recientemente retirado del ciclismo profesional y natural de Segovia Pedro Delgado.
El campeón del año anterior, Abraham Olano que hubiera partido como uno de los grandes favoritos no pudo tomar la salida debido a una caída sufrida pocos días antes en la Volta a Cataluña.
Sin Olano y con el circuito tan selectivo el equipo Banesto, encabezado por Miguel Induráin, se presentaba como claro dominador y candidato al maillot rojigualda.
Ya desde los primeros compases de la carrera el equipo Banesto impuso un fuerte ritmo y a varios corredores en las fugas. Muestra de ello es que solamente 23 ciclistas acabaron el recorrido propuesto. A falta de dos vueltas para el final Jesús Montoya consiguió despegarse del grupo y el equipo Banesto renunció a la persecución de su compañero, lo que dejó en manos del resto de equipos la tarea de caza de Montoya. Esta no se produjo y de la situación se aprovecharon el Chava Jiménez y Vicente Aparicio para dejar al grupo y presentarse en Segovia en solitario para completar el podio. 
Fue una gran actuación del equipo Banesto, claro dominador de la carrera, con los tres puestos de honor e Induráin sexto en la prueba.

## Clasificación
| \| 1 \| \| Jesús Montoya \| Banesto \| 5h 37' 55" \| \| 2 \| \| José María Jiménez \| Banesto \| a 55" \| \| 3 \| \| Vicente Aparicio \| Banesto \| a 1' 20" \| \| 4 \| \| Daniel Clavero \| Artiach \| a 1' 31" \| \| 5 \| \| Melcior Mauri \| ONCE \| m.t. \| \| 6 \| \| Miguel Induráin \| Banesto \| m.t. \| \| 7 \| \| Francisco Cabello \| Kelme \| a 1' 39" \| \| 8 \| \| Juan Carlos Vicario \| Castellblanch \| a 2' 00" \| \| 9 \| \| Álvaro González de Galdeano \| Euskadi \| a 3' 46" \| \| 10 \| \| José Rodríguez \| Kelme \| a 5' 48" \| |  |                             |               |            |
| 1 |  | Jesús Montoya               | Banesto       | 5h 37' 55" |
| 2 |  | José María Jiménez          | Banesto       | a 55"      |
| 3 |  | Vicente Aparicio            | Banesto       | a 1' 20"   |
| 4 |  | Daniel Clavero              | Artiach       | a 1' 31"   |
| 5 |  | Melcior Mauri               | ONCE          | m.t.       |
| 6 |  | Miguel Induráin             | Banesto       | m.t.       |
| 7 |  | Francisco Cabello           | Kelme         | a 1' 39"   |
| 8 |  | Juan Carlos Vicario         | Castellblanch | a 2' 00"   |
| 9 |  | Álvaro González de Galdeano | Euskadi       | a 3' 46"   |
| 10 |  | José Rodríguez              | Kelme         | a 5' 48"   |